# Cromosoma 11
Con il nome di cromosoma 11 si indica, per convenzione, l'undicesimo cromosoma autosomico umano in ordine di grandezza (calcolando anche il cromosoma X, risulta essere il dodicesimo). Gli individui presentano solitamente due copie del cromosoma 11, come di ogni autosoma. Il cromosoma 11 possiede quasi 135 milioni di nucleotidi. I due cromosomi 11 rappresentano tra 4 e il 4,5% del DNA totale nella cellula.
Il cromosoma 11 contiene di certo circa 1600 geni, ma si ritiene possa contenerne oltre 1700. 
Più del 40% degli 856 geni per i recettori olfattivi nel genoma umano sono localizzati in 28 cluster mono- e multi- genici su questo cromosoma. La famiglia genica dei recettori olfattivi è la più vasta famiglia di geni nota all'interno del genoma umano.
Il numero di polimorfismi a singolo nucleotide (SNP)  individuati è di oltre 550.000.

## Geni
I seguenti geni sono alcuni di quelli localizzati sul cromosoma 11:
- ACAT1: Acetil-coenzima A acetiltransferasi 1 (acetoacetil CoA tiolasi);
- ATM: gene correlato all'atassia-teleangectasia;
- CPT1A: carnitina palmitoiltransferasi 1A (forma epatica);
- DHCR7: 7-deidrocolesterolo reduttasiM
- HBB: cluster beta dell'emoglobina;
- HMBS: idrossimetilbilano sintasi;
- HRAS: v-Ha-ras (omologo dell'oncogene virale del sarcoma del ratto di Harvey);
- KCNQ1: canale del potassio voltaggio-dipendente, sottofamiglia KQT-simile, membro 1;
- MEN1: neoplasia endocrina multipla I;
- MTMR2: proteina 2 correlata alla miotubularina;
- MYO7A: miosina VIIA;
- PTS: 6-piruvoiltetraidropterina sintasi;
- SAA1: proteina amiloide del siero A1;
- SBF2: fattore 2 legante SET;
- SMPD1: sfingomielina fosfodiesterasi 1 (forma lisosomiale);
- TECTA: tectorina alfa;
- TH: tirosina idrossilasi;
- USH1C: gene correlato alla sindrome di Usher, tipo 1C.
- gene CRLF1: gene correlato alla sindrome di Crisponi in seguito a mutazione.
- MYBPC3: gene correlato alla cardiomiopatia ipertrofica

## Malattie
Le seguenti malattie hanno una qualche correlazione con i geni del cromosoma 11:
- anemia drepanocitica;
- aniridia;
- angioedema ereditario;
- atassia-teleangectasia;
- beta-talassemia;
- cancro alla mammella;
- cancro alla vescica;
- deficienza di beta-chetotiolasi;
- deficienza di carnitina palmitoiltransferasi I;
- deficienza di tetraidrobiopterina;
- febbre mediterranea familiare;
- malattia di Charcot-Marie-Tooth;
- malattia di Niemann-Pick;
- metaemoglobinemia legato a deficit di beta-globina;
- neoplasia endocrina multipla tipo 1;
- porfiria;
- sindrome di Jacobsen;
- sindrome di Jervell e Lange-Nielsen;
- sindrome di Meckel;
- sindrome di Romano-Ward;
- sindrome di Smith-Lemli-Opitz:
- sindrome di Usher;
- cardiomiopatia ipertrofica
- sindrome WAGR;
- sordità nonsindromica.
- Sindrome di Crisponi.